# Muchalls
Muchalls är en ort i Storbritannien.   Den ligger i kommunen Aberdeenshire och riksdelen Skottland, i den norra delen av landet, 600 km norr om huvudstaden London. Muchalls ligger 70 meter över havet och antalet invånare är 500.
Terrängen runt Muchalls är lite kuperad. Havet är nära Muchalls åt sydost.  Närmaste större samhälle är Aberdeen, 14,1 km norr om Muchalls. 